# Inge Kleivan
Inge Kleivan (rozená Parbøl; * 6. července 1931) je dánská eskymoložka.

## Život
Inge Parbølové se v roce 1944 dostala do rukou obrazová publikace Grønlænderbørn, kterou vytvořila fotografka Jette Bangová, a díky níž se začala zajímat o Grónsko. Později začala studovat historii, ale po roce přešla na Kodaňské univerzitě na eskymologii. Již v roce 1952 se zúčastnila archeologické expedice v Grónsku. Dne 12. ledna 1959 promovala jako cand. mag. Během studií se provdala za Nora Helgeho Kleivana, s nímž měla v letech 1957, 1960 a 1963 tři dcery. Prostřední dcerou je výtvarnice Nina Kleivanová (*1960). V roce 1972 byla Kleivan zaměstnána jako lektorka na Institutu eskymologie, v těchto letech měla spolu s manželem rozhodující vliv na obor, než Helge Kleivan v roce 1983 ve věku pouhých 59 let zemřel. Inge Kleivanová během své kariéry napsala řadu článků, zejména do časopisu Tidsskriftet Grønland, který jí proto v roce 2001 k jejím 70. narozeninám věnoval Festschrift.
Dne 25. září 2015 jí Grónská univerzita udělila čestný doktorát, a to jako vůbec první ženě.